# Ctenidium elegantulum
Ctenidium elegantulum är en bladmossart som beskrevs av Brotherus 1927. Ctenidium elegantulum ingår i släktet Ctenidium och familjen Hypnaceae. Inga underarter finns listade i Catalogue of Life.